# Charles Ranlett Flint
Pour les articles homonymes, voir Flint.
Charles Ranlett Flint, né le 24 janvier 1850 à Thomaston (États-Unis) et mort le 26 février 1934 à Washington (États-Unis), est un homme d'affaires américain connu en partie pour avoir fondé le trust Computing-Tabulating-Recording (qui deviendra IBM le 14 février 1924). Il est considéré aux États-Unis comme le « fondateur du trust ».

## Biographie
Flint est né le 24 janvier 1850 à Thomaston dans le Maine. Fils de Benjamin Chapman (qui a changé son nom de famille en Flint après avoir été adopté par un oncle du côté de sa mère). La famille déménage du Maine à New York où son père dirige l'entreprise familiale mercantile « Chapman & Flint » qu'il a fondée en 1837.
En 1868 Charles Flint est diplômé de l'Université Polytechnique de New York puis devient partenaire en 1871 de l'entreprise d'expédition « Gilchrest, Flint & Co. » (qui deviendra plus tard après une fusion W. R. Grace and Company).
De 1876 à 1879 il devient consul du Chili à New York. Il devient également consul général des États-Unis du Nicaragua et du Costa Rica.
En 1892 il fusionne plusieurs entreprises pour former la marque « U.S. Rubber ». Il répète la même chose en 1899 avec « Adams Chewing Gum », « Chiclets », « Dentyne » et « Beemans » pour former la marque de Chewing-gum américain « American Chicle Company ». Il était également responsable de la fondation de la marque de laine « American Woolen Company » en 1899.
Il négocie avec les frères Wright pour leurs premières ventes d'avions à l'étranger.
Sa plus grande réussite date de 1911 lorsqu'il parvient à fusionner quatre sociétés pour former le CTR (ou Computing Tabulating Recording Company), rebaptisé en 1924 en IBM (International Business Machines). Flint siège au conseil d'administration d'IBM jusqu'en 1930. Il décède le 26 février 1934.

## Publications
- (1923). Memories of an active life: Men, and Ships, and Sealing Wax. G.P. Putnam's Sons.
- (1892). Industrial combinations: Address by Charles R. Flint, before The Commercial Club of Providence on the evening of April 29th, 1892.